# Tricyphus
Tricyphus är ett släkte av steklar. Tricyphus ingår i familjen brokparasitsteklar.
Kladogram enligt Catalogue of Life:
| Tricyphus | \| \| Tricyphus apicalis \| \| \| \| \| \| Tricyphus cuspidiger \| \| \| \| \| \| Tricyphus nigriventris \| \| \| \| |
|           | \| \| Tricyphus apicalis \| \| \| \| \| \| Tricyphus cuspidiger \| \| \| \| \| \| Tricyphus nigriventris \| \| \| \| |
|           | Tricyphus apicalis                                                                                                   |
|           | |
|           | Tricyphus cuspidiger                                                                                                 |
|           | |
|           | Tricyphus nigriventris                                                                                               |
|           | |